# 두루섬

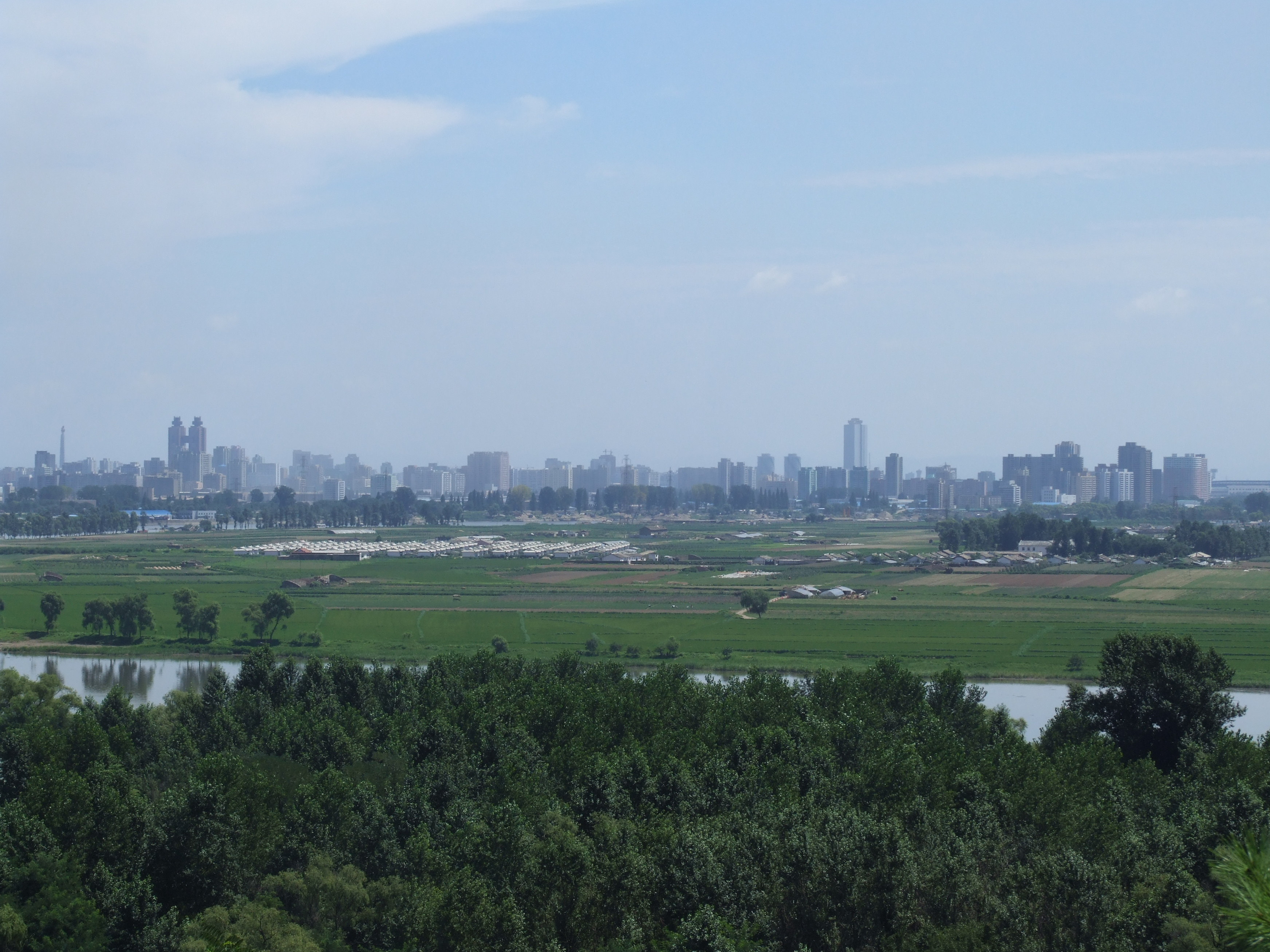
만경대에서 본 두루섬의 모습

두루섬은 조선민주주의인민공화국 평양직할시 시내에 있는 대동강(大同江)의 하중도 중에서 면적이 가장 넓은 섬이다. 광복 당시의 행정 구역은 평안남도 대동군 고평면(古平面) 상단리(上端里), 중단리(中端里), 하단리(下端里)를 이루었으나 현재 조선민주주의인민공화국의 행정 구역상으로는 평양직할시 락랑구역 중단리에 속한다. 대동지지에는 두로도(豆老島)로 되어 있다.
면적은 3.8 km2, 너비는 1.6 km, 길이는 5 km, 둘레는 10 km로, 양각도(羊角島)나 릉라도(綾羅島)보다 훨씬 더 넓다. 대동강과 보통강이 합류하는 지점에 위치한다. 평양시 중심부로부터 떨어져 있기 때문에 관광지는 아니고 평양의 주요 채소 생산지 역할을 한다.